# الدوري المكسيكي الممتاز 1944-45
الدوري المكسيكي الممتاز 1944-45 (بالإسبانية: Liga Mayor 1944-45)‏ هو الموسم 2 من الدوري المكسيكي الممتاز. أقيم خلال الفترة 20 أغسطس 1944م وحتى 22 أبريل 1945م، وأشرف على تنظيمه اتحاد المكسيك لكرة القدم، وكان عدد الأندية المشاركة فيه 13، وفاز فيه ريال إسبانيا ‏.